# ريبيكا كين
ريبيكا كين هي مغنية وموسيقية ومغنية أوبرا كندية، ولدت في 25 نوفمبر 1959 في تورونتو في كندا.

## وصلات خارجية
- ريبيكا كين على موقع IMDb (الإنجليزية)
- ريبيكا كين على موقع ميوزك برينز (الإنجليزية)
- ريبيكا كين على موقع أول ميوزيك (الإنجليزية)
- ريبيكا كين على موقع ديسكوغز (الإنجليزية)